# تشيرتشز تشيكن
تشيرشز تشيكن هي سلسلة مطاعم أمريكية متخصصة في الوجبات السريعة، وتحديدًا الدجاج المقلي. وتُعرف خارج أمريكا الشمالية باسم دجاج تكساس.
تأسست السلسلة على يد جورج دبليو. تشيرش الأب في 17 أبريل 1952م، في سان أنطونيو بولاية تكساس.

## تاريخ
في البداية كان المطعم يبيع الدجاج فقط، لكنه أضاف البطاطا المقلية والهلابينو في عام 1955. كان لدى الشركة أربعة مطاعم بحلول وفاة تشيرش في عام 1956. في الثمانينيات أدارت السلسلة لفترة وجيزة حقوق هامبرغر يسمى GW Jrs في تكساس. خلال منتصف الستينيات، اشترت سلسلة جيم داندي فرايد تشيكن حقوق استخدام اسم تشيرتشز تشيكن حيث تم وضع علامة على متاجرها بشعار ""Jim Dand "".
من عام 1979 حتى عام 1986، رعت تشرشز تشيكن سلسلة «الجائزة الكبرى» من بطولات الشطرنج تحت رعاية اتحاد الشطرنج الأمريكي. تبع ذلك التوسع السريع وأصبحت تشيرتشز ثاني أكبر سلسلة مطاعم دجاج في فبراير 1989، عندما اندمجت مع سلسلة مطاعم بوبايز. تم توحيد خطوط التوريد الخاصة بالعلامات التجارية، ولكن لا يزال يتم تسويقها كسلاسل منفصلة. في مارس 1996 عينت هالا مودلموغ أول رئيسة لسلسلة مطاعم تشيرتشز تشيكن.
كانت تشيرتشز مملوكة لشركة AFC Enterprises، إلى جانب بوبايز وسينابون حتى نهاية عام 2004، عندما تم بيعها لشركة اركابيتا نظرًا لأن شركة إسلامية لرأس المال الاستثماري، حيث تمت إزالة منتجات لحم الخنزير من القائمة بعد البيع (لأن لحم الخنزير ليس حلالًا) في 2005.
في بعض المناطق كان دجاج تشيرتش له امتياز مشترك مع سلسلة مطاعم الهمبرغر وست كاسيل (White Castle). في كندا أكلات دجاج تشيرتش كانت متوفرة في مطاعم هارفي (Harvey's)، لكن تم إلغاء البيع المشترك فيما بعد. حالياً دجاج تشيرتش لديه فروع في المناطق الكندية من كولومبيا البريطانية.
في 10 أغسطس 2009 اشترت شركة فريدمان فلايشر آند لوي في سان فرانسيسكو أسهم شركة تشيرتشز تشيكن من شركة اركابيتا بقيمة تقدر بنحو 390 مليون دولار، وفقًا لصحيفة فايناشال تاميز. في بعض المناطق تم منح امتياز تشيرتشز مع سلسلة مطاعم همبرغر وايت كاسل. في كندا كانت عناصر دجاج تشرشز متوفرة في مطاعم هارفي، لكن المشروع المشترك توقف. في يونيو 2019 أفيد أن فريدمان فلايشر ولوي عرضا الشركة للبيع بعد سنوات من انخفاض المبيعات وعدد المتاجر.
في فبراير 2008 دخلت تشرشز تشيكن سوق المملكة المتحدة تحت اسم «دجاج تكساس»، مدعية أنها سجلت 50 من أصحاب امتياز ديكسي تشيكن السابق. ومع ذلك تم افتتاح عدد قليل فقط من المطاعم، واحد في هاي رود ليتونستون، لندن، وآخر في مدينة سالفورد، مانشستر الكبرى. تم استبدال موقع دجاج تكساس السابق في ليتونستون بمطعم دجاج مقلي جديد مستقل يُعرف باسم تكس بايتس (Church's in the UK).

## أخطاء التسمية
واجه المطعم عند افتتاحه عن عدة مشاكل، فقد انتشر بين الأوساط بأن المطعم يدعم «الكنيسة» نتيجة للترجمة غير الدقيقة لاسم المطعم (دجاج تشيرتشز).

## فروع تشيرتشز تشيكن
منذ عام 2017 كان لدى تشيرتشز تشيكن 1009 فرع موزع في عدد من الدول حول العالم ومنها، البحرين، بيلاروسيا، بلغاريا، كندا، كوراساو، مصر، تبليسي (جورجيا)، غيانا، هندوراس، إندونيسيا، العراق، الأردن، كازاخستان، الكويت، فينتيان (لاوس)، ماليزيا، المكسيك، نيوزيلندا، باكستان، بويرتوريكو، روسيا، سانت كيتس، سانت لوسيا، المملكة العربية السعودية، سنغافورة، سوريا، تايلاند، ترينيداد وتوباغو، الإمارات العربية المتحدة، فنزويلا، وفيتنام.[بحاجة لمصدر]

## روابط خارجية
- الموقع الرسمي
- الموقع الرسمي
- صفحة دجاج تكساس في موقع قيم